# دواتین دی.۲۷
دواتین دی. ۲۷ (به انگلیسی: Dewoitine_D.27) یک هواگرد ملخ‌پیشین تک‌موتوره از نوع هواپیمای جنگنده ساخت شرکت Dewoitine است. این هواگرد دتوسط امیل دوواتین طراحی شده و  نخستین پروازش را در ۱۹۲۸ میلادی انجام داد. این هواگرد در سال ۱۹۳۱ میلادی رسماً معرفی گردید.